# Sugarloaf (ośrodek narciarski)
Sugarloaf – amerykański ośrodek narciarski położony w stanie Maine, w Appalachach, na zboczach góry Sugarloaf Mountain. Leży na wysokości od 859 do 1291 m n.p.m. Najbliżej położonymi miejscowościami są Kingfield i Eustis w stanie Maine.
Znajduje się tutaj 138 tras, z których: 25% przeznaczone jest dla początkujących, 32% dla średnio-zaawansowanych, 28% dla zaawansowanych i 15% bardzo trudnych. Trasy obsługiwane są przez wyciągi, których przepustowość w ciągu godziny wynosi 21 810 narciarzy.
W przeszłości często rozgrywano tu zawody Pucharu Świata w narciarstwie alpejskim.

## Galeria

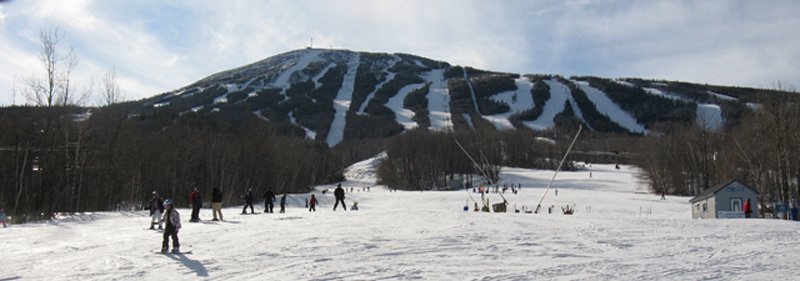
Panorama Sugarloaf
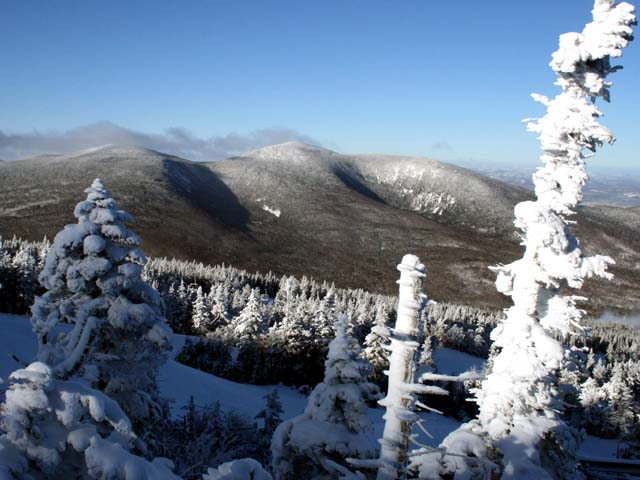
Widok z Sugarloaf
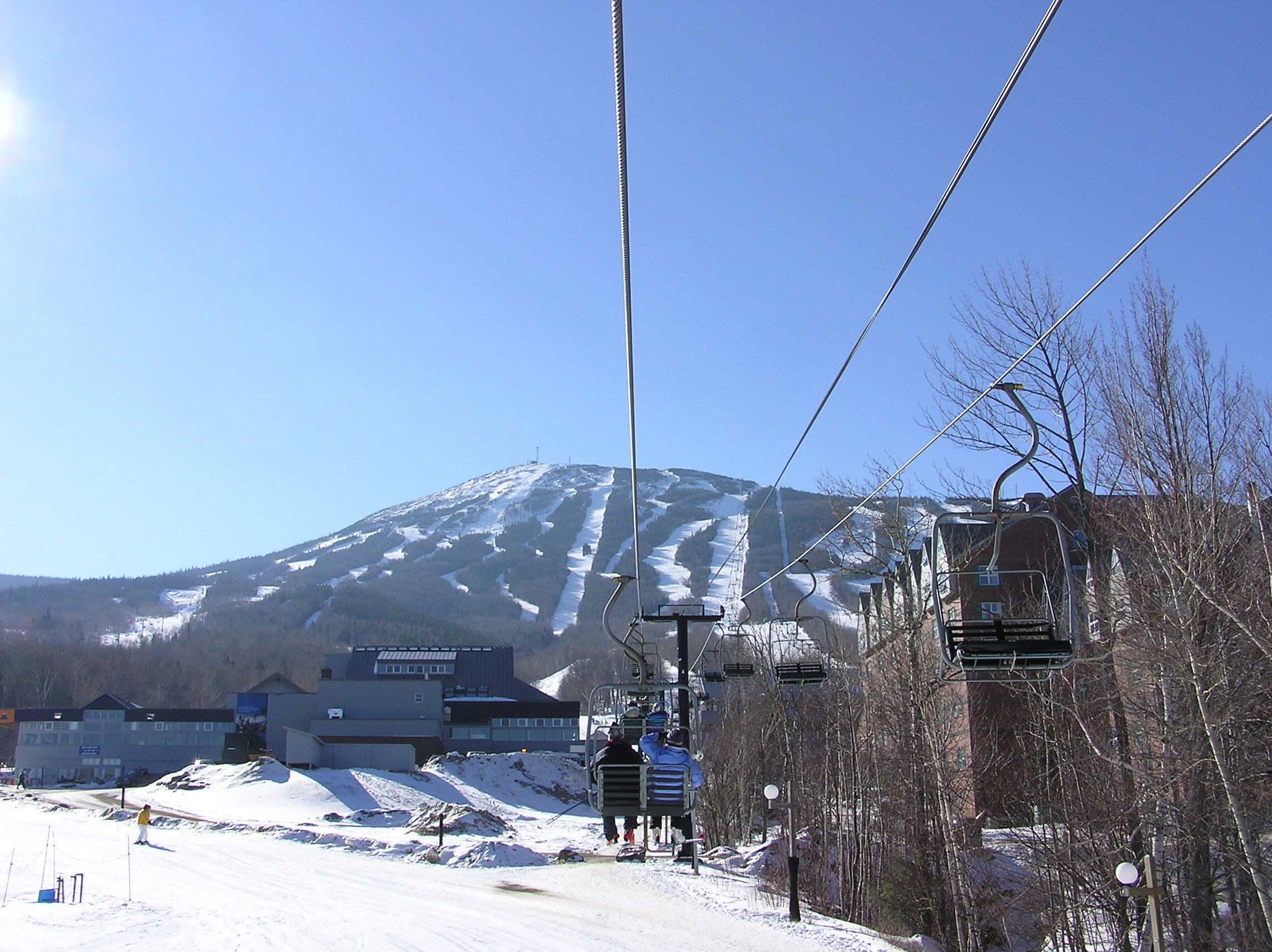
Jeden z wyciągów